# Crònica d'un temps
Crònica d'un temps és un disc LP del cantautor alcoià Ovidi Montllor, publicat el 1973 per la discogràfica Discophon STER-40. Conté deu cançons, entre les quals hi ha El vi i Prediccions i conformitats, adaptacions de poemes de Vicent Andrés Estellés. La instrumentació va ser dirigida pels músics Xavier Batllés i Víctor Ammann, ambdós integrants de la que esdevindrà l'Orquestra Mirasol. L'instrumental d'aquest àlbum es caracteritza per un acostament a l'estil de la música rock i de la psicodèlica. La portada del disc és formada pel rostre d'Ovidi en un estat pensatiu, il·luminat amb un clarobscur i un fons negre. El 1997 es va reeditar l'àlbum, publicat ara per la discogràfica Discmedi, conjuntament amb l'anterior Un entre tants....

## Llista de temes
1. El vi
2. Als pares amb tota la impotència
3. Xafarderies
4. Ais!
5. Prediccions i conformitats
6. Diccionari de butxaca
7. Carta a casa
8. Els banyetes
9. Crònica d'un temps
10. Serà un dia que durarà anys